# 韩国媒体
韩国媒体是指韩国的大眾媒體。向民众传播资讯的渠道例如：电视、广播、电影、报纸、杂志与网站。
国家开放使朝鲜半岛现代新闻学在19世纪末形成。朝鲜半岛媒体创始之初就带有浓厚的改良主义和民族主義色彩，但在20世纪，他们在政治和审查的压力下艰难生长。根据韩国宪法享有言論自由，但韓戰結束後的新聞自由指數下降。截至目前，日报数量约为288种，周刊数量约为2,896种，月刊数量约为3,293种，双月刊数量约为459种，季刊数量约为981种，半年杂志数量约为981种大约有325种，互联网大约有1,040种报纸。

## 历史

### 日治时期（1910-1945）
1910年日韩合并后，朝鲜总督与其他公共体系直接操纵新闻界。三一运动后，殖民政府减轻对文化活动的公开限制，并容许几家朝鲜报纸出版，但维持对“敏感话题”的暗中限制。
20世纪20年代，韩语报纸（如《东亚日报》，主知主義杂志和《创造》 ）与日本审查员发生小规模冲突。1926年至1932年间，殖民当局曾以存在问题为由数百次禁止销售韩文报纸。不久后的二战剥夺了朝鲜半岛报刊的任何自主权； 韩文出版物在1941年遭完全取缔。

### 二战后（1945-1990）
1945年至1948年间，各种报纸和期刊蓬勃发展，当局对媒体的审查甚少，此后，每代韩国政府都有时试图控制媒体。
李承晚政府延续了军政府针对左派报纸的《第88号法令》。李承晚还在1948年至1960年间取缔大批温和派报纸并逮捕记者和出版者。朴正熙在1961年掌权后，汉城有49家报纸被國家重建最高會議勒令停刊，有大量周刊、出版物和新闻服务被当局不予注册，并利用自家的广播公司和通讯社宣传其官方路线。朴正熙政府亦利用1964年《新闻道德委员会法》和1972年后颁行的紧急法令打压异见者以保持媒体口径一致。 1974年，政府下令开除多名记者并利用国家情报院恐吓该报的广告商以迫使东亚日报停止对民众对朴正熙政府的不满进行报道。
在朴正熙—全斗焕统治期间，政府通过《国家保安法》大规模控制和监视媒体。 1980年末，全斗焕当局对新闻媒体实行比朝鲜战争时期更全面的管制。独立通讯社被并入韩国联合通讯社，多家省级报纸被关闭，中央报纸被剥夺在省级城市派驻记者的权利，基督教放送被勒令停播新闻节目，两家民营广播公司被并入国营广播电视机构韩国广播公司。此外，当时由卢泰愚指挥的国军保安司令部和文化资讯部下令解雇数百名韩国记者并禁止他们从事报业。 1980年12月颁布的《言論基本法》被视为是全氏政府媒体管制的法律顶点，该法亦对报纸、期刊和广播媒体的审查和控制作有详细规定，并对记者资格设置限制。文化资讯部公共信息政策办公室使用每日向报纸编辑发送“报告指南”，与情报官员、各政府机构的代表和总统工作人员协调媒体审查。这些指导方针详尽地处理了重点、要涵盖或避免的主题、政府通稿使用，甚至标题大小等问题。执法方法从电告编辑到诸如拷问和殴打等更严重的恐吓形式。一位前文化资讯部官员在1988年的国民议会听证会上表示，在1980年至1982年间，该法遵守率达到约七成。
1980年代中期，对出版物及广播媒体的审查已成为全斗焕当局受到最广泛及最公开批评的做法之一。就连国营机构韩国联合通讯社也在1989年的社论指出“电视公司与其他媒体因为‘在1980年代初期歪曲报道政府举措’成为公众严厉批评的主要目标”，社论亦呼吁废除《言论基本法》和相关法令，与上述法律目的相同的法案在国民议会中未能成功提出，而一场为抗议KBS广播网审查制度而强制扣留收视费的公众运动也受到媒体的广泛关注。1986年夏天，执政党也不得不回应民意。
20世纪80年代末的政治自由运动迫使当局放松新闻管制，新一代记者更愿意调查“敏感”话题（例如1980年5月的光州民主化運動及之后的大屠杀）。卢武铉于1987年6月29日颁行的《八点宣言》“保障新闻自由（包括允许报纸向省级市派遣驻地记者，并从报社撤出安全官员）”。法律生效后，韩国媒体迅速扩张。汉城报纸报道范围扩大，各报刊重新在省级市派遣记者。虽媒体尚由青瓦台新闻发言人管理，但自20世纪80年代起被国营机构韩国广播公司实际控制的文化广播公司电视网恢复独立建制，广播电台的数量从1985年的74 个增加到1988年末的111个（含调幅广播电台和调频广播电台）、1989年末增加至125家。随着政府废除出版限制，期刊数量增加。
解禁后，韩国媒体发生了质的变化。1987年，基督教广播复播新闻及宗教节目。同年，政府解禁部分朝鲜艺术家和音乐家作品（部分为在朝韩国人）。一群持不同政见的记者于1988年出版了他们的报纸。 1988年另有大批新的日报开始出版。多数周（月）刊放弃高利润的传统杂志出版模式，并向特定读者提供对政治、经济和国安事务的详细分析。观察家注意到，媒体对以前禁忌话题的报道急剧增加（例如军政关系、军内派别、安全机构在政治中的作用以及不同政见者组织活动）。对上述（及其他）敏感问题的舆论调查频率随之增加增加。 1987年末至1988年初，部分汉城日报记者创立工会并寻求编辑自主与在报纸管理中发挥更大作用。
1989年，韩国四大日报《韓國日報》 、《中央日报》、《朝鲜日报》和《东亚日报》的总发行量超650万份。反建制派日报《韩民族日报》拥有45万名读者（少于主要或其他日报），如《庆韩新闻》或《首尔新闻》，但多于四间专业经济日报。除国营报纸《韩国日报》外，所有主要报纸皆为私营。其余日报在体育爱好者和青年中有专门的读者群。外国大使馆和企业广泛阅读由政府资助的首尔新闻隶属之《韩国先驱报》《韩国时报》两份英语报纸。一份中文日报为少数在韩华人服务。
韓國聯合通訊社向政府机构、报纸和广播公司提供国际资讯。韩联社还通过亚太新闻网通过计算机传输以英语提供有关韩国发展的新闻。四家卫星广播站促进了与世界媒体的其他链接。 1988年6月成立的国际转播中心为1988年汉城奥运会向约一万家转播商提供服务。国营机构韩国广播公司以十二种语言对外广播。两家私营广播机构（亚洲广播公司和远东广播公司）向苏联远东地区、中国大陆和日本等地的观众提供服务。
韩国政府亦为朝鲜事务专门处理机构Naewoe出版社提供资助。 Naewo出版社最初是在统一问题上发表韩国政府观点的宣传机器，但到1980年代中期，该机构在解释朝鲜的政治、社会和经济发展的评价日渐客观并温和。 Naewoe出版社的英文出版物《Vantage Point》向读者提供对朝鲜社会、经济和政治发展深入研究的结论。   
除两份国营报刊（一份韩文和一份英文）和国营电视网之外，媒体的所有权在很大程度上取决于政治和经济（而保守派报纸《中央日报》除外）。在已故三星集团创始人、千万富翁兼持有者李秉喆的密切监督下，《中央日报》及其附属的东洋放送电视网在20世纪70年代普遍支持朴正熙政府。但在全斗焕于1980年末强行把东洋放送并入韩国放送后，李秉喆与政府的关系变得紧张。1989年中央日报记者罢工事件是韩国主要报纸的许多类似事件之一，事后当局向他们赋予更大的管理权和编辑独立权。
韩国多数主要报纸通过广告和与主要出版社的隶属关系中获得经济支持（例如东亚出版社除出版著名的东亚日报外，亦出版其他种类期刊（例如儿童报纸、月刊《新东亚》、妇女杂志）以及专门为学生提供的参考书目和杂志）。二战末期，该报因同情反对派而闻名。
韩国主要的反建制报纸《韓民族日報》于1988年5月由在1970年代初或1980年遭政府清洗的不同政见记者创刊；该报的许多记者和编辑人员由其他主流报纸跳槽而来。该报的排版反映了创始人的观点——即过去韩国新闻媒体极易被政府吞并。该报设有人权部门和媒体部门以密切关注政府新闻政策并批评其他报纸的意识形态和不同政见。该报纸的民族主义和对国家统一的目的在商标中象征性地表现出来，标志描绘朝鲜长白山天池；使用专有朝鲜文字母；名称字体模仿十八世纪韩国知名出版物字体（当时朝鲜半岛尚未分裂）。与其他在汉城出版的日报不同，该报使用横排而非纵排排版。其他方面，《韩民族日报》不依靠商业广告，而是依靠销售收入、私人捐款和售卖股票以与其“世界上第一家真正独立于政治权力和大资本的报纸 ”的宣称相符。1989年起，该报不断被政府施压。
韩国亦拥有广泛而发达的视听媒体产业。1919年出版第一部国产电影，随后，各个大城市建立影院。电视机和收音机的普及致使流行文化和城市价值观进入农村社区，加速两者的同质化。

### 现状（1990年至今）
在数十年的国家控制和严厉审查结束后，韩国媒体（印刷品、电视和网络）正经历一段部分自由时期。具有压制性的《言論基本法》于1987年废除，1990年起，电视市场显著扩大。 80年代，全韩仅28家全国性报纸，现时有122家。 2002 年，卫星电视将多频道商业电视广播引入韩国各地的居民。多数外部观察人士认为韩国的政治言论不受限制。但常年的担忧仍值得注意。 《国家保安法》容许政府管制“亲北（朝鲜）/亲共思想表达”；对该法的模糊解释令和平抗议者感到寒意。此外，2003年，时任大韩民国总统卢武铉以诽谤为由控告韩国四大全国性报纸业者，政府表示，社论如果被检出包含虚假信息将被起诉。外部观察人士对韩国政府和商界影响报道的“压力策略”表示批评。
主要报纸诸如《朝鲜日报》、《东亚日报》、《中央日报》和《韩国日报》（均在首尔出版）。五套全国性电视频道为KBS 1TV和KBS 2TV （公共广播）、 MBC TV （由公共组织运营）、 EBS TV （由政府资助）和SBS TV （商业广播公司）。约七成韩国家庭接入宽带网络，网络媒体市场快速增长。热门新闻站（例如 OhMyNews.com）日均访问量高达1500万。
现时，韩国作为高速和无线网络服务的开拓者和数字革命的前沿，该国大部分新闻以电子形式传播。

## 平面媒体

### 书籍
《直指心體要節》（白雲和尙抄錄佛祖直指心體要節）是世界上现存最古老的金属活字印刷书籍。1377年在高丽王朝出版（比约翰内斯·古腾堡于1452-1455年间出版之《42行圣经》早 78 年）。  1446年，朝鲜王朝第四代国王世宗颁行“训民正音”。此文章描述了朝鲜半岛文字——“谚文”的颁布。它由身体和解释两部组成。世宗在介绍中透露了其创制训民正音的目的。 1997年列入联合国教科文组织世界记忆名录。 

### 报刊
朝鲜半岛第一家现代报纸——汉城新报出版在日治末期。于官方印刷机构Bakmunkuk出版。该报以朝鲜汉字印刷，每10天出版一次。 汉城新报向民众发表开明意见和国内外新闻。
《独立》是第一份韩文报纸暨第一份私人报纸。 徐载弼出版此报的韩文和英文版本。 《独立》致力于启蒙民众，谴责荒谬的日本在朝驻军。
1980年代废止报纸管控制度后，报纸得到更大的自由。
现时，朝鲜日报、东亚日报、中央日报主要持保守观点；韩国日报偏中立； 京乡新闻和《韩民族》持自由主义观点。保守派报纸受韩国民众欢迎。 每日經濟新聞和韩国经济日报是主要商业日报。
韩国与许多其他国家一样，报纸订户量正逐步下滑。

## 电子传媒

### 广播
第一间广播电台“汉城放送”（JODK）在1927年开播。部分人士认为1947年的韩国广播公司（HLKA）是第一间广播电台。DAB（或DAR）服务在2003年开始运营。 
- 广播频道

主要电台有韩国放送、文化放送、首尔放送和教育放送。
- 韩国广播公司运营有7套广播节目[8]：KBS第一广播  、KBS第二广播、 KBS第三广播 、 KBS第一FM 、 KBS第二FM 、KBS韩民族放送和韩国国际广播电台。
- MBC（文化广播公司）

文化放送因其有多档长寿节目而受到韩国民众欢迎。 文化放送运营有MBCFM4U和MBC标准FM 两套广播节目。《Cho Yeong-Nam & Choi Yu-ra's Radio Golden Age》以其提供的有趣故事和K-pop而知名于韩国。
- SBS（首尔广播公司）

首尔广播公司亦经营有Power FM和Love AM两套广播节目 。
- 韩国教育广播公司
- 基督教广播：韩国首家民营电台。提供基督教相关节目。
- 其他宗教广播业者：和平广播公司（평화방송），佛教广播公司（佛敎放送），远东广播公司（極東放送），WBS（원음방송）
- 交通广播业者： 韩国交通广播公司。专门提供交通节目。其他地区的转播站一般每一小时加插3分钟的交通资讯。

韩国有很多广播电台，但内容基本一致。KBS 1FM、KBS 1AM与韩国交通广播公司的节目与其他电台不同。其余电台的节目编排随民众生活而变。 

### 电视
1956年，韩国首间电视台——KORCAD开播。在韩国，无线电视普遍且流行。四家广播公司运营有五套电视节目：
- KBS第一频道
- KBS第二频道
- MBC
- EBS
- SBS

韩国放送、文化放送、教育放送是公共广播机构，而首尔放送是商业广播机构。韩国的独特制度使商业广播机构少于公共广播机构；其他国家通常有一个公共广播机构和多家商业广播机构。
韩国放送通过收取韩国居民的收视费获得运营资金。截至2010年，收视费为2500韩元。由于公募资金稀少，故KBS2TV有商业广告播出。而文化放送的股权，七成由政府所有的非营利组织放送文化振興會持有，三成由正秀奖学会持有。另外，由于KBS2TV和MBC播出商业广告，韩国公共广播定义因此存在大量争议。 
数字电视技术在近期传入韩国。尽管部分电视台已开始发射数字电视信号，但普及率不及美国。韩国政府将2012年12月31日定为停模日。2013年起完成数模转换（与英国一致 )。  据DTV Korea称，截至2010年，数字电视使用率约为60%。 

## 新媒体

### 互联网
2003年，韩国网络使用率位居世界第三。 韩国信息通信部统计显示有78.5%的家庭拥有电脑，截至2005年，该国有93.6%的电脑接入互联网。韩国的许多企业利用互联网提供新闻、社交、购物、银行、游戏、教育等服务。

#### 网络资讯
《中央日报》于1995年开办亚洲第一间新闻网站。事后，韩国几乎每一份日报都开办了自己的网站（亦有如“Pressian”的门户网站）。

#### 社交媒体
在韩国，社交媒体与别国一样是人们关注的焦点。
韩国最著名的社交媒体是KakaoTalk、Naver与Cyworld，而Snow KakaoTalk是一款社交媒体信使应用程序。据Science direct于2019年作出的调查称，该软件系“韩国使用最广泛的相互調變应用程序，活跃用户超4910万”。该软件的覆盖率是其拥有4910万活跃用户的主要原因。此应用除传递消息外，亦容许用户进行其他活动，或是为好友购买或赠送礼品。使相隔甚远的用户仍可亲密联系。
Naver是韩国知名搜索引擎，该服务等效于朝鲜语Google搜索。除搜索功能外另包含其他功能。
BAND：一款专注于群组交流并与群组成员保持联系的应用程序。该软件设有投票、群组日历和私信等功能。
-Naver Cafe：与许多论坛类似，该网站允许用户组建自己的网络社区。
-LINE：LINE是一款即时通讯应用。该应用提供文本、图像、语音聊天服务。此外，该公司亦有寻求共享的角色——LINE FRIENDS。这些角色在后来出现毛绒玩具、别针等二次创作，即使该角色下线后也依旧。角色亦包含BT21、Brown及他的朋友。
Cyworld是韩国最早的社交网络应用程序之一。用户可在该站分享兴趣和回忆进行交友，从而与其他用户聊天。随着时间的推移，相较于初代社交软件和竞争对手，它不再受到欢迎，最终失败。其失败原因还包括区域限制：
|                       | Cyworld设有区域限制，未能像其他本土竞争对手一样提高覆盖率。 |
| ——朴惠民（音)，2011年 |                                                             |

近期，Cyworld声称将回归社交网络市场。
Snow是一款社交软件。但与其他社交软件不同，该软件主攻图像（自拍为主）。用户可通过该软件以多种方式“改变”外观（手段诸如化妆、改变眼睛颜色，瘦脸）。并设置各种滤镜使人物可爱、使人毛骨悚然或有趣。此应用程序专注于满足用户的虚荣心并与好友分享滤镜和图像。

##### 博客
在韩国，几乎每个大型门户网站都提供博客服务（其中以Nate、Naver和Daum最受欢迎）。

##### 社交网络（SNS）
最早的社交网络平台Cyworld于2000年在韩国推出（2014年停运）。用户可以将他们的信息、心情、图片等发表于此。“关注”其他人的方式与 Facebook 类似。

##### 微博
最著名的微博是Twitter，其流行度随着智能手机在韩国的日益普及而增长。 韩国另有“me2day”和“yozm”等其他微博服务。

## 司法监管
监管媒体有何依据？虽然广播公司有言论自由，但无线电波属于公共领域，故业者须促进公众利益。 《媒体法》设置的两层屏障（商业监管和内容相关监管）保障广播公司之间的公平以及公民的言论自由。

### 商业监管

#### 市场准入限制
市场准入限制决定谁何人可经营广播业务最有力的规定。这条规定的依据主要是：无线电波稀缺，没有广播公司业者可以做到这一点，供应商须公平运营广播公司（诸如财务实力、社会经验等）直到近期，由于媒体的独立性，前三十名大型公司、报业、代理商无权经营广播公司（他们在朝鲜半岛历史上引发问题）。但现行《媒体法》废除了该限制。 
- 无线广播、有线电视广播、卫星广播：政府许可
- 新闻频道、综合编成频道、广告专用频道（家庭购物频道）：政府批准
- 其他频道：抵制[13]

#### 所有权限制
所有权限制意为限制提供商可运营广播公司数量以免特定机构垄断或寡头垄断广播系统。总之：
- 每个业者（个人或公司）只能在地面广播和卫星广播间择一经营。
- 有线电视业者可以运营多间广播公司和传输线。但是，政府或会限制业者的市场份额和供应商数量。
- 业者可同时经营地面广播公司、卫星广播公司和有线广播公司，但兼营地面广播/有线广播业者除外。
- 在有线广播中，一个提供商可以为系统业者、网络业者和节目供应者提供服务，但市场份额和提供商数量受限。

在李明博政府颁布《广播法》和《互联网多媒体广播商业法》后，该趋势正在发生变化。报业和大型企业可持有地面广播公司不多于一成的股份，有线广播公司不多于三成的股份，IPTV或新闻频道不多于四成九的股份。